# Alan Lee
Alan Lee (Londres, 20 d'agost de 1947) és un il·lustrador i artista conceptual anglès, conegut principalment per les seves il·lustracions de diferents edicions de la saga El Senyor dels Anells. Juntament amb John Howe, va fer també l'art conceptual per les adaptacions en pel·lícules de la saga, dirigides per Peter Jackson.
Lee ha il·lustrat diversos llibres de fantasia, a més de versions de clàssics per a joves. L'any 1993 va guanyar el premi Kate Greenaway Medal per la seva feina a Black Ships Before Troy.
Lee va estudiar disseny i arts gràfiques a Londres. Té un estil clàssic romàntic on predominen les aquarel·les i esbossos en llapis. A la dècada de 1970 es va casar amb Marja Lee Kruÿt, també il·lustradora.